# Croxley Green
Croxley Green är en civil parish i Storbritannien.   Den ligger i grevskapet Hertfordshire och riksdelen England, i den södra delen av landet, 27 km nordväst om huvudstaden London.